# Бриско, Дольф
Дольф Бриско-младший (англ. Dolph Briscoe, Jr.; 23 апреля 1923, Ювалде, Техас — 27 июня 2010, Ювалде, Техас) — американский политик, фермер и бизнесмен, 41-й губернатор Техаса.

## Биография

### Ранние годы
Дольф Бриско родился 23 апреля 1923 года в Ювалде, штат Техас. Он был единственным ребёнком в семье Дольфа-старшего и Джорджии Бриско. После окончания средней школы он поступил в Техасский университет в Остине. Здесь Бриско познакомился с Бетти Джейн «Дженни» Слотер (30 ноября 1923 — 12 октября 2000) из Остина. В 1942 году они поженились, и у них родилось трое детей: Джени Бриско Мэрмион, Сил Бриско Карпентер и Дольф Бриско III.
В 1943 году Бриско окончил университет со степенью бакалавра искусств, после чего был призван рядовым в армию США. Он проходил службу в Китае, Бирме и Индии, и дослужился до офицерского звания.

### Политическая карьера
После окончания войны Бриско вернулся в Ювалде и занялся скотоводческим бизнесом, однако вскоре решил стать политиком. В 1948 году он был избран в Палату представителей Техаса, и служил на этой должности до 1957 года, переизбираясь в 1950, 1952 и 1954 годах. Он стал известен как соавтор закона Колсона — Бриско, которым было выделено финансирование системы дорог «ферма — торговый центр». Бриско также занимал ключевые посты председателя комитетов сельского хозяйства и автомагистралей. В 1954 году умер его отец, и Бриско вернулся домой, чтобы возглавить семейный скотоводческий бизнес.
Дольф Бриско стал владельцем и руководителем одного из крупнейших и наиболее диверсифицированных ранчо в Техасе. К 1970 году он стал крупнейшим землевладельцем штата. В 1960 году Бриско стал самым молодым президентом Ассоциации скотоводов Техаса и Юго-Запада. Он привлёк 3 млн долларов добровольных взносов для запуска программы уничтожения мясной мухи в Техасе. Бриско продолжал заниматься скотоводческим бизнесом до своей смерти, он также был председателем совета директоров банка First State Bank в Ювалде.
В 1968 году Бриско решил баллотировался на пост губернатора Техаса, но занял лишь четвёртое место на праймериз Демократической партии. Спустя четыре года он повторил попытку, и на всеобщих выборах, состоявшихся 7 ноября 1972 года, победил республиканца Генри Гровера. 16 января 1973 года Бриско был приведён к присяге. На посту губернатора он увеличил финансирование образования на 4 млрд долларов, увеличил зарплаты учителям и государственным служащим, создал первую бесплатную горячую линию для сбежавших детей. Бриско сдержал своё предвыборное обещание не вводить новых налогов. В 1974 году он был переизбран на второй срок. В 1973—1974 годах Бриско был членом исполнительного комитета Национальной ассоциации губернаторов, а в 1976—1977 годах возглавлял Ассоциацию губернаторов южных штатов. Он также был членом Междуштатной нефтяной координирующей комиссии и Национального совета по нефти.
В 1978 году Бриско объявил о своем намерении баллотироваться на третий срок на предстоящих губернаторских выборах в стремлении стать первым руководителем штата, который занимал пост губернатора на протяжении десяти лет, однако на первичных выборах, состоявшихся 6 мая 1978 года, был разбит тогдашним генеральным прокурором штата Джоном Хиллом. Бриско ушёл с должности губернатора 16 января 1979 года и вернулся в скотоводческий и банковский бизнес в своём родном городе.
Бриско скончался вечером 27 июня 2010 года в своем доме в Ювалде и был похоронен на семейном ранчо Rio Frio.

## Благотворительная деятельность
Бывший губернатор активно участвовал в благотворительных сообществах, пожертвовав несколько миллионов долларов различным учреждениям Техаса, сосредоточенным в основном в районе Сан-Антонио. В 2006 году он сделал значительный подарок Музею Витте, местной галерее, в которой есть экспонаты, специально предназначенные для детей. В 2008 году он пожертвовал $5 млн Научному центру здоровья Техасского университета в Сан-Антонио в поддержку исследований в области кардиологии и женского здоровья. Этот подарок был сделан в честь его покойной жены, Джейни. В том же году он пожертвовал 15 млн долларов Центру американской истории, который впоследствии был переименован в Центр американской истории Дольфа Бриско.
В июне 2008 года, в память о своей покойной внучке Кейт Мэрмион, Бриско пожертвовал $1,2 млн медицинскому онкологическому центру.